# Evan Fournier
Evan Mehdi Fournier (*  29. Oktober 1992 in Saint-Maurice, Frankreich) ist ein französischer Basketballspieler, der bei Olympiakos Piräus unter Vertrag steht.

## Karriere
Fournier wurde von 2007 bis 2009 am französischen Nachwuchsleistungszentrum INSEP ausgebildet. Er spielte in der Saison 2009/10 beim französischen Zweitligisten JSF Nanterre, gefolgt von zwei Jahren beim Erstligisten Poitiers Basket 86. In der Saison 2011/12 trumpfte er für Poitiers in 30 Ligaspielen mit einem Punkteschnitt von 14,0 pro Begegnung auf. 2011 und 2012 wurde er in Frankreich zum besten jungen Spieler des Jahres ausgezeichnet.
In der NBA-Draft 2012 wurde Fournier von den Denver Nuggets ausgewählt, für die er zwei Jahre spielte und in 114 Spielen im Schnitt 7,4 Punkte, 2,1 Rebounds und 1,4 Assists je Begegnung erzielte.
Am 26. Juni 2014 wurde Fournier mit den Draftrechten an Roy Devyn Marble für Arron Afflalo zur Orlando Magic getauscht. Der Franzose erzielte in jedem Spieljahr seiner Zeit in Orlando einen zweistelligen Punktedurchschnitt je Begegnung (Höchstwert 19,7 Punkte/Spiel in der Saison 2020/21), ehe er am 25. März 2021 nach knapp sieben Jahren bei den Magic zu den Boston Celtics getauscht wurde.
Während er bei den Olympischen Spielen in Tokio weilte, wurde Anfang August 2021 Fourniers Wechsel zu den New York Knicks verkündet, der Franzose erhielt einen Vierjahresvertrag. Nachdem er in New York fast ein Jahr lang kaum Einsatzzeit mehr erhalten hatte, wurde er im Februar 2024 an die Detroit Pistons abgegeben. In 29 Einsätzen für Detroit erzielte er im Durchschnitt 7,2 Punkte, nach dem Ende der Saison 2023/24 wurde er vereinslos.
Anfang September 2024 gab die griechische Spitzenmannschaft Olympiakos Piräus Fourniers Verpflichtung bekannt. 2025 wurde er mit Piräus griechischer Meister.

## Nationalmannschaft
Fournier nahm mit der französischen U-20-Nationalmannschaft an der U-20-Europameisterschaft 2011 teil. Dabei gewann er die Bronzemedaille.
Mit der Nationalmannschaft wurde Fournier bei der Basketball-Weltmeisterschaft 2014 in Spanien sowie bei der EM 2015 Dritter. Bei der WM 2019 gewann er mit Frankreich Bronze und war im Turnierverlauf bester Punktesammler seiner Mannschaft (19,8 Punkte/Spiel). Bei Olympia 2020 (ausgetragen 2021) erzielte Fournier mit 18,2 Punkte je Begegnung den Höchstwert innerhalb der französischen Mannschaft, mit der er Silber errang. 2022 wurde er mit Frankreich EM-Zweiter, Fournier war mit 15,3 Punkten je Begegnung bester Korbschütze seiner Mannschaft.
2024 gewann er zum zweiten Mal eine Silbermedaille bei Olympischen Spielen, diesmal in Paris.

## Persönliches
Fourniers Vater François war französischer Meister im Judo, auch seine in Algerien geborene Mutter Meriem war Judoka. Die beiden lernten sich Anfang der 1980er Jahre am französischen Nachwuchsleistungszentrum INSEP kennen.

## Karriere-Statistik

### NBA
Hauptrunde
| Saison  | Team               | GP  | GS  | MPG  | FG % | 3P % | FT % | RPG | APG | SPG | BPG | PPG  |
| ------- | ------------------ | --- | --- | ---- | ---- | ---- | ---- | --- | --- | --- | --- | ---- |
| 2012–13 | Denver             | 38  | 4   | 11.3 | .493 | .407 | .769 | 0.9 | 1.2 | 0.5 | 0.0 | 5.3  |
| 2013–14 | Denver             | 76  | 4   | 19.8 | .419 | .376 | .756 | 2.7 | 1.5 | 0.4 | 0.1 | 8.4  |
| 2014–15 | Orlando            | 58  | 32  | 28.6 | .440 | .378 | .728 | 2.6 | 2.1 | 0.7 | 0.0 | 12.0 |
| 2015–16 | Orlando            | 79  | 71  | 32.5 | .462 | .400 | .836 | 2.8 | 2.7 | 1.2 | 0.0 | 15.4 |
| 2016–17 | Orlando            | 68  | 66  | 32.9 | .439 | .356 | .805 | 3.1 | 3.0 | 1.0 | 0.1 | 17.2 |
| 2017–18 | Orlando            | 57  | 57  | 32.2 | .459 | .379 | .867 | 3.2 | 2.9 | 0.8 | 0.3 | 17.8 |
| 2018–19 | Orlando            | 81  | 81  | 31.5 | .438 | .340 | .806 | 3.2 | 3.6 | 0.9 | 0.1 | 15.1 |
| 2019–20 | Orlando            | 66  | 66  | 31.5 | .467 | .399 | .818 | 2.6 | 3.2 | 1.1 | 0.2 | 18.5 |
| 2020–21 | Orlando/Boston     | 42  | 36  | 30.0 | .457 | .413 | .788 | 3.0 | 3.4 | 1.1 | 0.5 | 17.1 |
| 2021–22 | New York           | 80  | 80  | 29.5 | .417 | .389 | .708 | 2.6 | 2.1 | 1.0 | 0.3 | 14.1 |
| 2022–23 | New York           | 27  | 7   | 17.0 | .337 | .307 | .857 | 1.8 | 1.3 | 0.6 | 0.1 | 6.1  |
| 2023–24 | New York / Detroit | 32  | 0   | 18.1 | .357 | .254 | .806 | 1.8 | 1.5 | 0.9 | 0.2 | 6.9  |
| Gesamt  | Gesamt             | 704 | 504 | 27.7 | .441 | .374 | .799 | 2.7 | 2.5 | 0.9 | 0.2 | 13.6 |

Play-offs
| Saison  | Team    | GP | GS | MPG  | FG % | 3P % | FT % | RPG | APG | SPG | BPG | PPG  |
| ------- | ------- | -- | -- | ---- | ---- | ---- | ---- | --- | --- | --- | --- | ---- |
| 2012–13 | Denver  | 4  | 4  | 13.3 | .353 | .000 | .875 | 0.0 | 1.0 | 0.5 | 0.0 | 4.8  |
| 2018–19 | Orlando | 5  | 5  | 35.0 | .348 | .235 | .750 | 3.2 | 2.0 | 1.4 | 0.0 | 12.4 |
| 2019–20 | Orlando | 5  | 5  | 34.2 | .351 | .343 | .706 | 4.0 | 2.6 | 1.2 | 0.6 | 12.8 |
| 2020–21 | Boston  | 5  | 5  | 33.3 | .429 | .433 | .833 | 3.6 | 1.4 | 1.2 | 0.0 | 15.4 |
| Gesamt  | Gesamt  | 19 | 19 | 29.8 | .374 | .308 | .778 | 2.8 | 1.8 | 1.1 | 0.2 | 11.7 |